# Ректоры Санкт-Петербургского государственного университета телекоммуникаций
Список руководителей Санкт-Петербургского государственного университета телекоммуникаций (прежние названия: Ленинградский институт инженеров связи, Ленинградский электротехнический институт связи) с момента его основания.
С 1930 по 2023 год пост ректора (директора) ЛИИС/ЛЭИС/СПбГУТ занимали 15 человек:
- Парижер Семён Савич: 16.08.1930 — 01.09.1931 гг. Первый директор Ленинградского института инженеров связи. Выпускник политехнического института в Карлсруэ (Германия). Профессиональный революционер, член РСДРП с 1901 года. Член Общества старых большевиков.
- Панов Николай Николаевич: 01.09.1931 — 08.01.1935 гг. Как и его предшественник, был профессиональным революционером (состоял в РСДРП(б) с 1905 года, член бюро общества старых большевиков).
- Иванов Константин Евстафьевич: 01.06.1935 — 03.11.1937 гг. До назначения на пост директора института был членом Ленсовета (1929—1934). Имел начальное образование, член ВКП(б) с 1918 года.
- Сидоров Фёдор Ефимович: 09.11.1937 — 05.08.1941 гг. и 18.07.1944 — 11.09.1945 гг. Профессиональный военный. Член РСДРП с 1917 года, член Реввоентрибунала. Перед назначением на пост директора окончил Военно-электротехническую академию РККА в 1937 году. В годы Великой Отечественной войны был временно отозван в распоряжение Наркомата связи, руководил подготовкой связистов для армии. После возвращения института из эвакуации вернулся на должность его директора.
- Каменев Михаил Андреевич: 11.08.1941 — 18.07.1944 гг. Бывший зам. директора института по административно-хозяйственной части. Исполнял обязанности директора во время эвакуации в Тбилиси и во время возвращения института обратно в Ленинград.
- Степанов Сергей Васильевич: 11.08.1945 — 05.11.1956 гг.
- Муравьёв Константин Хрисанфович: 29.10 1956 — 22.12.1971 гг. Генерал-лейтенант войск связи, профессор, кандидат военных наук.
- Миронов Виктор Михайлович: 1972—1975 гг. Профессор, кандидат технических наук.
- Куликовский Юрий Петрович: 1975—1983 гг. Профессор, доктор технических наук.
- Гомзин Вадим Николаевич: 1983—1989 гг. Профессор, доктор технических наук.
- Сиверс Мстислав Аркадьевич: 1989—1996 гг. Заведующий кафедрой радиопередающих устройств и средств подвижной связи ЛЭИС. Доктор технических наук, профессор, заслуженный деятель науки и техники РСФСР.
- Галкин Сергей Леонидович: 1997—1998 гг. Профессор, доктор физико-математических наук.
- Гоголь Александр Александрович: 1999—2011 гг. Доктор технических наук. Профессор. Мастер связи, Почетный радист. Заслуженный деятель науки РФ (2006). Лауреат премии Правительства РФ в области науки и техники за 2005 год.
- Бачевский Сергей Викторович: 2012—2022 гг. Доктор технических наук, профессор.
- Руслан Валентинович Киричек: с января 2023 года. Доктор технических наук, доцент.